# Monte Farlagne
Monte Farlagne (en inglés: Mount Farlagne; en francés: Mont Farlagne) es una montaña de la provincia de Nuevo Brunswick al este de Canadá, en Edmundston . Incluye la estación de esquí de Mont Farlagne, la única en el noroeste de Nuevo Brunswcick
La Estación Mont Farlagne abrió sus puertas en enero de 1969 bajo la dirección de Edmundston Ski Ltd. La construcción de la estación de esquí comenzó en el otoño de 1968 después de una recaudación de fondos entre la población de Edmundston .